# Aeropuerto del Condado de Aspen-Pitkin
El Aeropuerto del condado Aspen-Pitkin (IATA: ASE, OACI: KASE), también conocido como Sardy Field, es un aeropuerto de uso público del condado, ubicado 6 km al noroeste del distrito central de negocios de Aspen, en el condado de Pitkin, Colorado, Estados Unidos.
Se incluye en el Plan Nacional de Sistemas Aeroportuarios Integrados de la Administración Federal de Aviación (FAA, por sus siglas en inglés) para 2017-2021, en el que se clasifica como una instalación de servicios comerciales primarios.

## Instalaciones y aeronaves
Aspen – Pitkin Co./Sardy Field cubre un área de 232 ha a una elevación de 2,384 m sobre el nivel del mar. Tiene una pista asfaltada designada 15/33 que mide 2,440 x 30 m.
Para el período de 12 meses que finalizó en diciembre de 2016, el aeropuerto tuvo 41,161 operaciones de aeronaves, un promedio de 113 por día: 52% en aeronáutica general, 25% en taxi aéreo, 23% comercial programado y <1% militar. En diciembre de 2017, había 93 aeronaves basados en este aeropuerto: 71 monomotores, 10 multimotores, 9 aviones y 3 helicópteros.
El Aeropuerto Aspen – Pitkin Co. tiene el servicio más regular de las principales compañías aéreas que cualquier otro aeropuerto regional de Ski en América del Norte. En el invierno, sus vuelos regulares semanales son más de 170 (sin incluir los vuelos adicionales que se realizan durante las temporadas de vacaciones más concurridas). Además del servicio regular desde Denver, Aspen recibe más de 20 vuelos por semana desde Chicago y Los Ángeles.

## Aeródromo
En 2007, la pista fue completamente rehabilitada con nuevo asfalto.
El 4 de abril de 2011, el aeropuerto comenzó un proyecto de extensión de pista de $ 15.5 millones de dólares que agregó 1,000 pies de longitud de pista a la pista de 7,006 pies de longitud existente. Este proyecto se completó el 2 de noviembre de 2011.

## Terminal
La terminal del aeropuerto del Condado de Aspen-Pitkin es una instalación de 4,100 metros cuadrados de un solo piso, que se ha renovado varias veces desde su construcción original en 1976. La terminal del aeropuerto alberga seis instalaciones de alquiler de autos, una instalación de servicios para huéspedes durante todo el año, y concesiones de restaurantes y tiendas de regalos. A partir del otoño de 2009, el aeropuerto está llevando a cabo un plan de área de terminal, que está evaluando posibles mejoras a las instalaciones existentes, o la construcción de una nueva instalación en o cerca del sitio de la terminal existente.

## Mejoras del aeropuerto
En el aeropuerto del condado de Aspen-Pitkin están previstas o en marcha varias mejoras en el aeropuerto. En junio de 2010, la Administración Federal de Aviación (FAA) aprobó una evaluación ambiental para una extensión propuesta de 300 m a la pista existente del aeropuerto. Ese mismo mes, la Junta de Comisionados del Condado del Condado de Pitkin aprobó la solicitud de uso de suelo para el Proyecto de ampliación de pista, dando luz verde a la construcción. La extensión será en el extremo sur de la pista y se usará solo para despegues hacia el norte. (Debido al terreno elevado al sur del aeropuerto, el aeropuerto del condado de Aspen / Pitkin normalmente opera en una operación de "contraflujo", con llegadas que llegan al sur y salidas que despegan hacia el norte). La extensión de la pista no alterará la capacidad del aeropuerto. Permitirá que los aviones comerciales existentes ocupen más asientos en vuelos existentes, asientos que pueden no estar disponibles debido a las altitudes de alta densidad que a menudo se experimentan en el aeropuerto.
La construcción del proyecto de extensión de pista comenzó el 4 de abril de 2011 y se completó el 2 de noviembre de 2011.
El aeropuerto también está llevando a cabo una actualización de su Plan Maestro del Aeropuerto 2004. Este plan, cuya finalización está programada para fines de 2011, actualizará los pronósticos de actividad del aeropuerto y evaluará las mejoras potenciales en el lado oeste del aeropuerto que se identificaron ampliamente en el Plan Maestro del Aeropuerto de 2004.
Una de las mejoras potenciales incluidas en el Plan Maestro actualizado de 2012 es la construcción de una nueva terminal del aeropuerto. La nueva terminal sería una estructura de 80,000 pies cuadrados y dos pisos con ocho puertas de embarque. La estimación de esta nueva terminal, junto con una estructura de estacionamiento subterráneo propuesta, es de $ 121.8 millones de dólares.

## Aerolíneas y destinos

### Pasajeros
| Aerolíneas       | Destinos |
| ---------------- | --- |
| Aero             | Chárter: Los Ángeles–Van Nuys |
| American Eagle   | Dallas/Fort Worth Estacional: Austin, Charlotte (inicia el 19 de diciembre de 2025), Chicago–O'Hare, Los Ángeles, Phoeinx-Sky Harbour |
| Delta Connection | Atlanta, Los Ángeles |
| United Express   | Denver, Houston Intercontinental, Los Ángeles Estacional: Chicago–O'Hare, San Francisco                                               |

## Accidentes e incidentes
- El 14 de enero de 1970, un Asva Airways Convair CV-240-12 (registro N270L) aterrizó en la pista con su tren de aterrizaje elevado. El piloto al mando quería mantener la velocidad del aire por encima de 130 nudos en caso de que fuera necesaria una vuelta, y no logró extender el tren de aterrizaje en la final corta. La bocina de advertencia de marcha no sonó. No hubo heridos.

- El 5 de enero de 1989, un Super Cargomaster Cessna 208B de Federal Express (registro N945FE) ejecutó una aproximación frustrada pero no lo hizo de acuerdo con los procedimientos publicados de aproximación frustrada, lo que provocó una colisión con árboles. El piloto, el único ocupante, resultó ileso.
- El 13 de febrero de 1991, un Richmor Aviation Learjet 35A (registro N535PC) se estancó y chocó con el terreno y mató a las tres personas a bordo. La FAA determinó que la falla de la tripulación de vuelo para mantener la velocidad aerodinámica y el control de la aeronave, así como la ejecución de un enfoque no estabilizado y el terreno montañoso cubierto de nieve, serían factores contribuyentes.
- El 6 de enero de 1996, un Learjet 60 (registro XA-ICA) aterrizó en un campo cubierto de nieve a 1.000 pies del umbral de la pista y 25 pies a la derecha de la línea central de la pista. El engranaje de la nariz colapsó y el avión se deslizó a través de varias bermas de nieve antes de detenerse en la pista en la marca de 4,000 pies. Los investigadores de la FAA determinaron que el resplandor del sol, la pista cubierta de nieve y el hecho de que el aeropuerto no hubiera eliminado adecuadamente la nieve de la pista fueron las causas del accidente.
- El 29 de marzo de 2001, un Gulfstream III (registro N303GA), propiedad de Avjet Corporation, se estrelló al aproximarse a la pista 15 y mató a los 18 ocupantes a bordo. Se determinó que la operación de la aeronave de vuelo de la aeronave por debajo de la altitud de descenso mínima sin referencia visual con la pista era la causa principal, la falta de la FAA de comunicar las restricciones a los controladores de Aspen Tower contribuyó. El piloto también estaba bajo presión para aterrizar por parte del cliente de charter.
- El 7 de junio de 2009, un Learjet 60 (registro N500SW) se desvió de la pista al aterrizar y se detuvo en el lado derecho de la pista con una marcha principal derecha colapsada, sin lesiones a las ocho personas a bordo.
- El 5 de enero de 2014, un Bombardier Challenger 600 (registro N115WF) se estrelló al aterrizar y experimentó un incendio posterior al impacto, matando a un ocupante e hiriendo gravemente a las otras dos personas a bordo. Si bien aún no se ha llevado a cabo una investigación, se especula que las condiciones climáticas jugaron un papel importante en el accidente. El informe meteorológico entregado al piloto al mando de la aeronave poco antes del accidente indicaba que había un viento de cola de 33 nudos y poca visibilidad, mientras que otras aeronaves de aterrizaje informaron de una cizalladura del viento a bajo nivel y una ganancia de velocidad de hasta 20 nudos.